# Грейт-Сэнди (национальный парк)
Грейт-Сэнди (англ. Great Sandy National Park, «Великий Песчаный») — прибрежный национальный парк, расположенный в регионе Саншайн-Кост, штат Квинсленд, Австралия.

## География
Парк состоит из двух частей. Континентальная часть называется Кулула, она протянулась от городка Нуса-Хедс на юге до городка Рейнбоу-Бич на севере и занимает площадь около 566 км². Второй частью является почти целиком остров Фрейзер, самый крупный в мире песчаный остров, площадь этого сектора парка — около 1645 км².

## Описание
Парк был образован в 1971 году. В парке присутствуют различные типы поверхности: дикие пляжи, огромные песчаные дюны, пустоши, дождевые и мангровые леса, болота, ручьи, пресноводные озёра. Доступ в парк разрешён только на полноприводных автомобилях. Запрещено под угрозой штрафа кормить динго или оставлять мусор и отходы, которые могут их привлечь.
Птицы
В парке живут такие редкие птицы как черногрудая трёхпёрстка, австралийская авдотка, рифовая авдотка, зелёный кошачий шалашник, австралийский золотой шалашник, мангровый медосос, большеголовая бледнолицая мухоловка, земляной попугай, эму (одна из редких прибрежных популяций — обычно эти птицы живут в глубине континента).
Достопримечательности
- Fraser Island Great Walk[англ.] — пешая тропа длиной 90 километров
- Cooloola Great Walk[англ.] — пешая тропа длиной 102 километра
- Сплав на лодках и каноэ по реке Нуса
- Наблюдение за китами
- Дощатые тропы через «кипящие пески[англ.]»
- Озёра:
  - Кутараба
  - Вабби[англ.]
  - Маккензи[англ.]
- Места кораблекрушений:
  - SS Maheno[англ.] (1935 год)
  - Cherry Venture[англ.] (1973 год)

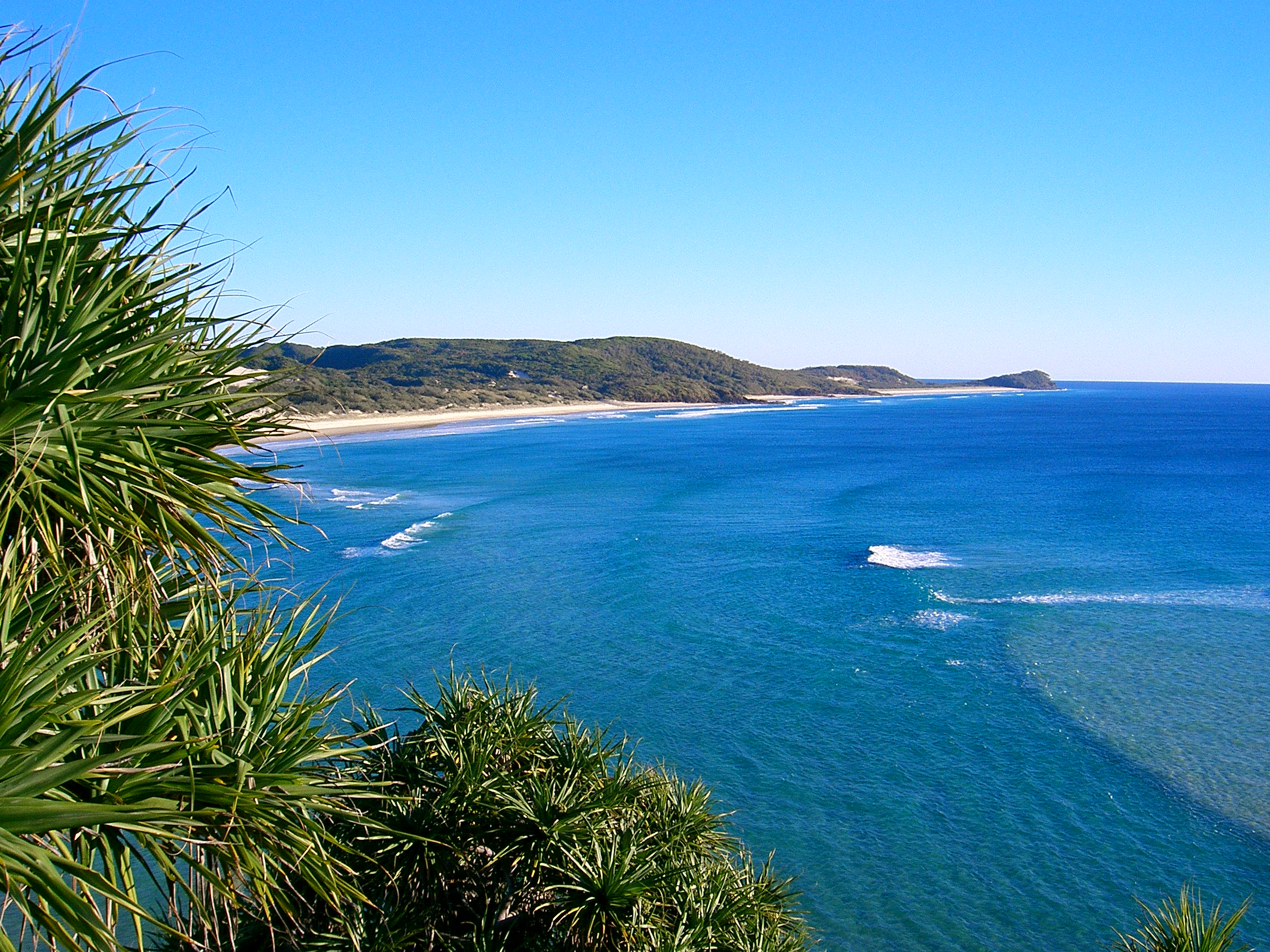
Остров Фрейзер
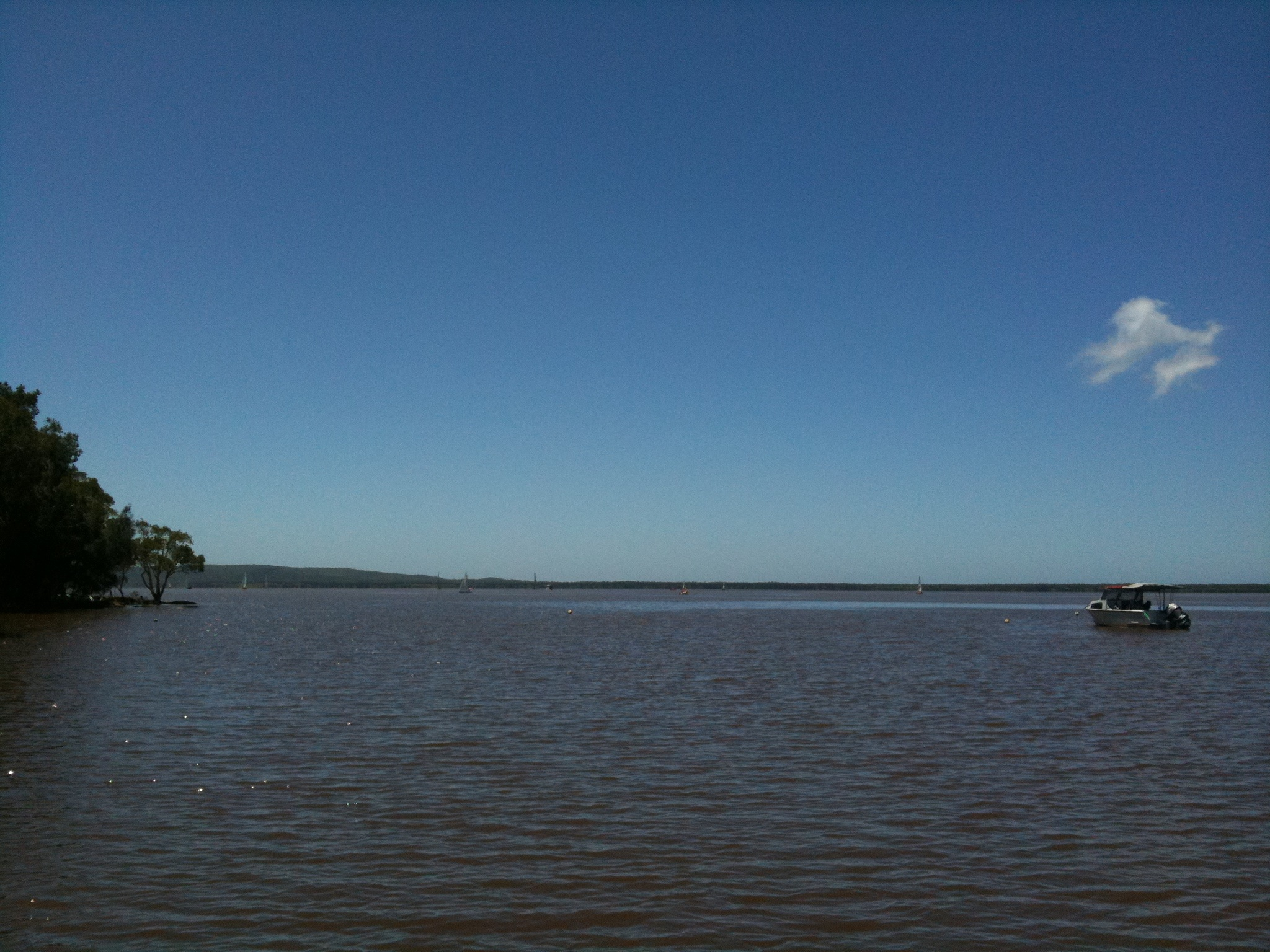
Озеро Кутараба
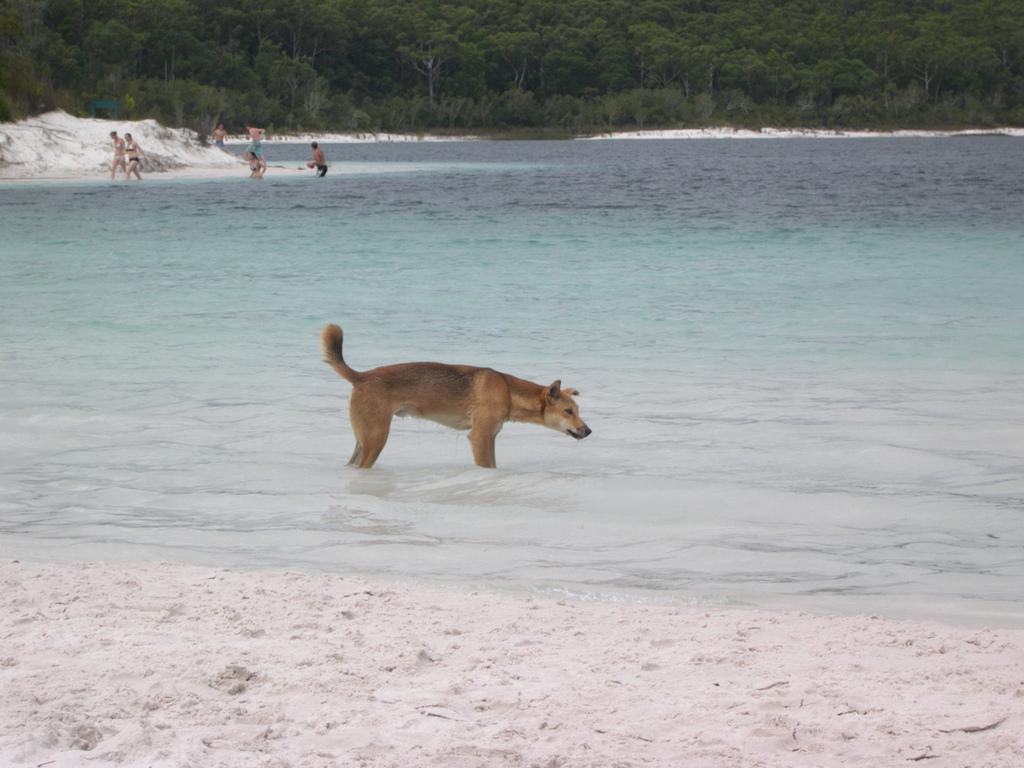
Динго на озере Маккензи[англ.]
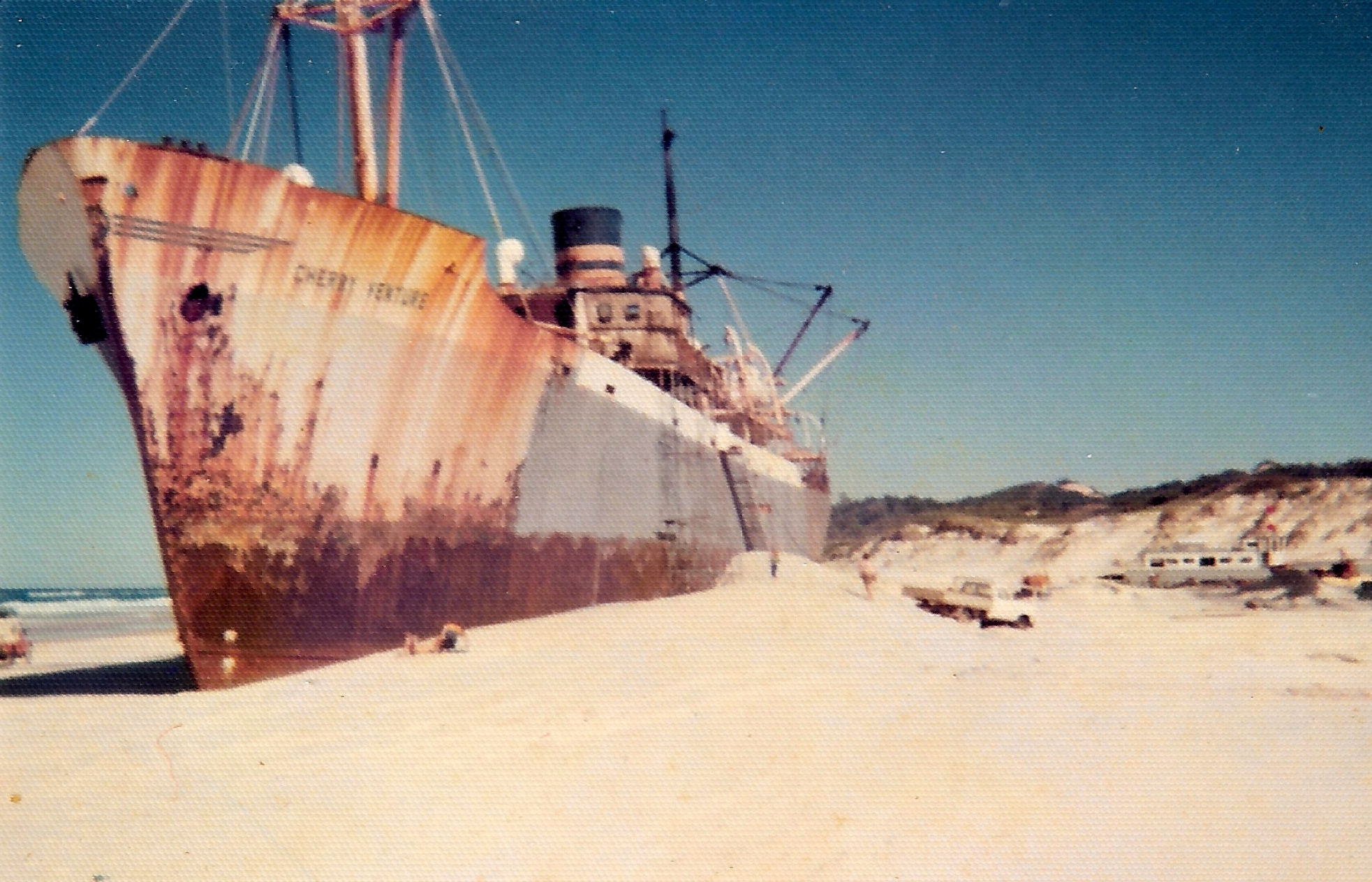
Cherry Venture[англ.]